# SN 1999bb
SN 1999bb – supernowa typu II odkryta 23 lutego 1999 roku w galaktyce A110516-0601. W momencie odkrycia miała maksymalną jasność 20,60m.